# De Unie (Italië)

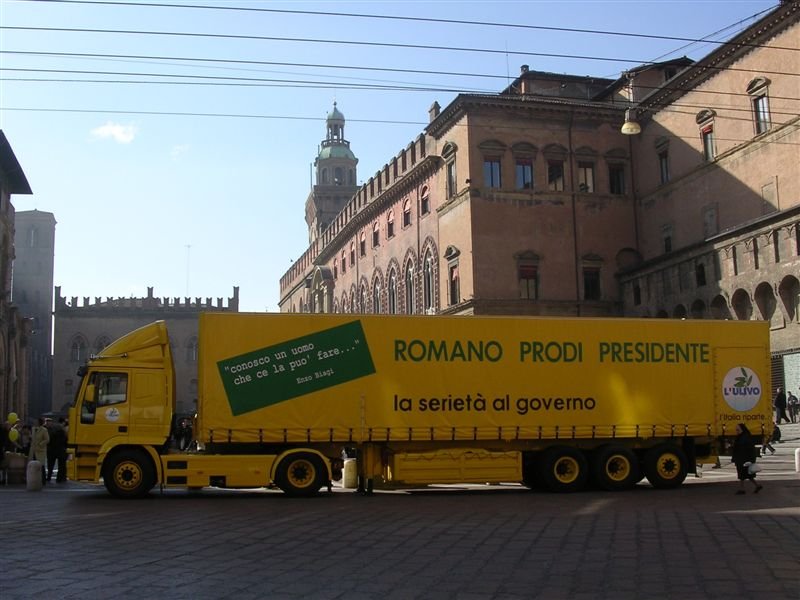
Campagnebus van L'Unione in Bologna

De Unie (Italiaans: L'Unione) was een Italiaanse politieke coalitie. De coalitie werd geleid door Romano Prodi.
Op 10 februari 2005 werd L'Unione gepresenteerd. De Unie was een brede coalitie waar niet alleen de Olijfboomcoalitie (FED) deel van uitmaakte, maar ook andere partijen van het centrum en links (zoals de Federazoni dei Verdi (De Groenen) en de Partito Comunista Italiano (Italiaanse Communistische Partij).
De Unie won de Italiaanse parlementsverkiezingen van 2006 en was tot 2008 aan de macht met Prodi als minister-president. In 2008 de regering-Prodi II en werden nieuwe parlementsverkiezingen uitgeschreven. De Unie was inmiddels uiteengevallen in de Democratische Partij en De linkse Regenboog. De linkse Regenboog verloor bij die verkiezingen haar vertegenwoordiging, in tegenstelling tot de Democratische Partij, die de tweede partij van het land werd.

## Partijen
| Partijen in L'Unione |
| L'Ulivo (Olijfboomcoalitie) Democratici di Sinistra (Linkse Democraten) Margherita—Democrazia è Libertà (Margriet—Democratie en Vrijheid) Movimento Repubblicani Europei (Europese Republikeinse Beweging) |
| Partito della Rifondazione Comunista (Heropgerichte Communistische Partij) |
| Partito dei Comunisti Italiani (Partij van Italiaanse Communisten) |
| Popolari-UDEUR (Volksalliantie- UDEUR) |
| Federazione dei Verdi (Groene Federatie) |
| Italia dei Valori (Italië van de Waarden) |
| Rosa nel Pugno (Roos in de Vuist) Italiani Radicali (Italiaanse Radicalen) Socialisti Democratici Italiani (Italiaanse Democratische Socialisten)                                                          |
| Partijen die L'Unione steunen |
| I Socialisti (De Socialisten) |
| Partito Socialista Democratico Italiano (Sociaaldemocratische Partij van Italië) |
| Partito Pensionati (Partij van Gepensioneerden) |
| Lista Consumatori (Lijst van Consumenten) |
| Consumatori Uniti (Unie van Consumenten) |
| Democratici Cristiani Uniti (Unie van Christendemocraten) |
| Partito della Democrazia Cristiana (Christendemocratische Partij) |
| Federazione dei Liberali Italiani (Federatie van Italiaanse Liberalen) |
| Federazione dei Liberaldemocratici (Federatie van Liberaal-Democraten) |
| Radicali di sinistra (Linkse Radicalen) |
| Repubblicani Democratici (Republikeinse Democraten) |
| Nuovo Partito d'Azione (Nieuwe Actiepartij) |
| Regionale partijen die L'Unione steunen |
| Lega per l'autonomia Alleanza Lombarda (Lombardijse Alliantie) |
| Liga Front Veneto (Venetiaans Liga-Front) |
| Progetto Sardegna (Project Sardinië) |
| Südtiroler Volkspartei (Zuid-Tirolse Volkspartij) |